# Selektierer

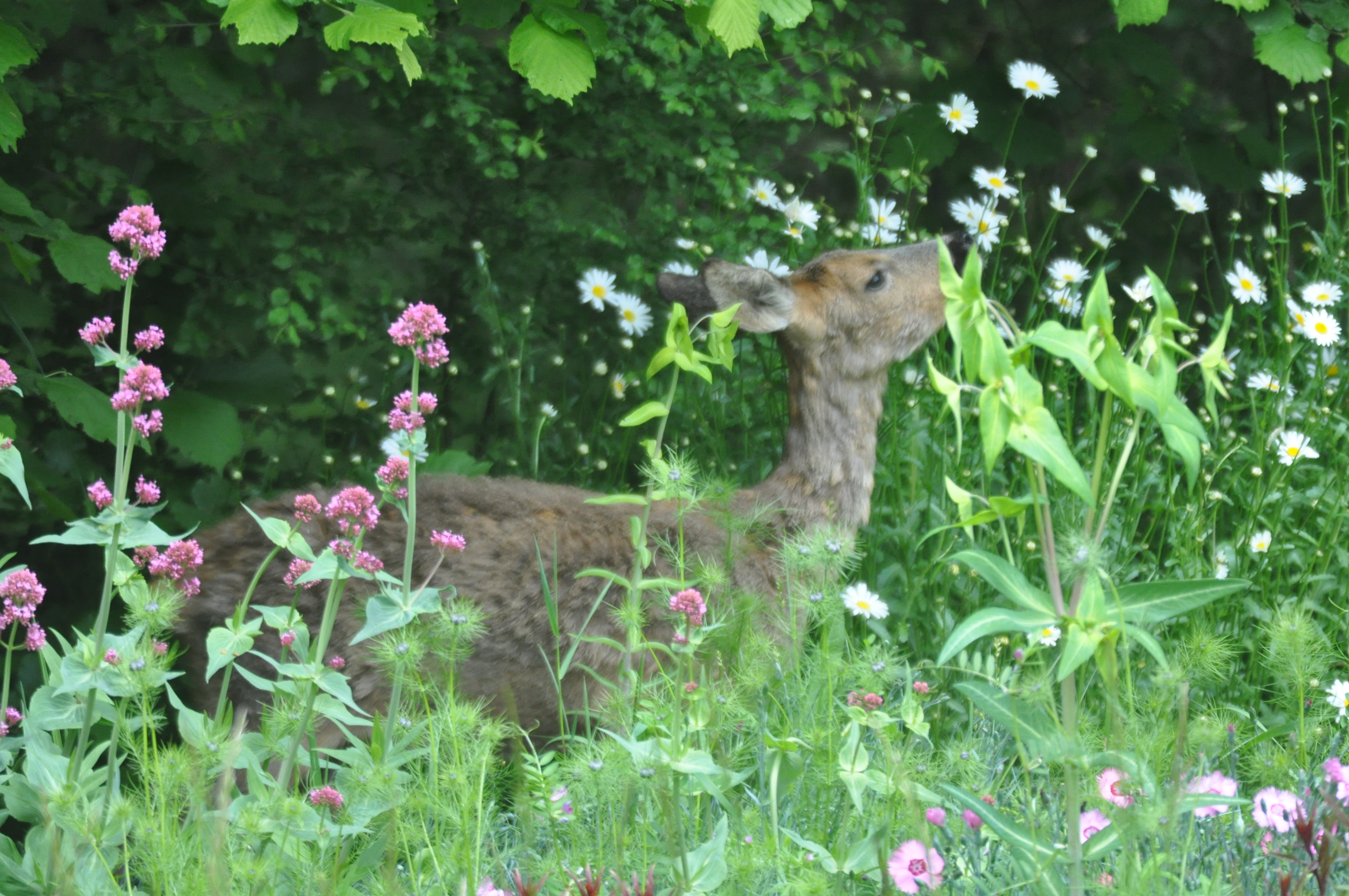
Reh bei der Nahrungsaufnahme

Als Selektierer (in der Jägersprache Nascher oder Naschäser; die ursprüngliche, inzwischen als missverständlich geltende Bezeichnung „Konzentratselektierer“ geht auf Reinhold Hofmann zurück) bezeichnet man in der Wildbiologie neben den Raufutterfressern und den Mischtypen einen Hauptäsungstyp von wiederkäuendem Schalenwild. Rund 40 % aller Wiederkäuer zählen zu den Selektierern.
Die Nahrung von Selektierern ist arm an Pflanzenfasern und Zellulose, dafür aber reich an leicht verdaulichen Nährstoffen wie Zucker, Stärke und Proteinen. Diese Nahrung findet das Wild hauptsächlich in Blättern, Blüten, Kräutern, Trieben, Knospen, Eicheln und Früchten.
Die Pansen von Selektierern sind von geringerer Größe als bei vergleichbaren Arten mit anderen Äsungstypen, da sie weniger grobe Äsungsteile zum Wiederkäuen zu sich nehmen, das zudem häufiger aber kürzer durchgeführt wird. Auch findet im Magen eine schnellere Gärung statt. Die Geschwindigkeit der Verdauung gestattet keine schwerverdauliche Nahrung mit hohen Zelluloseanteilen, daher werden sehr gezielt leicht verdauliche Pflanzenbestandteile zu sich genommen. Durch die starke Selektion aus dem Nahrungsangebot nehmen Selektierer häufiger als vergleichbare Arten Nahrung zu sich, wobei acht bis zwölf Äsungsperioden täglich üblich sind.
Selektierer richten verstärkt Wildschäden in der Forstwirtschaft und der Landwirtschaft an, da ihr spezifisches Nahrungsspektrum bevorzugt junge Baumtriebe und frische Feldfrüchte umfasst. Auch Blumenpflanzungen in Parks und Gärten werden von Selektierern häufig als Nahrungsangebot wahrgenommen, wenn sie gut und gefahrlos für das Wild zugänglich sind.
Beispiele für Selektierer sind europäische Arten wie Rehwild (Capreolus capreolus) und Elche (Alces alces), weiter auch außereuropäisch Kleiner Kudu (Tragelaphus imberbis), Giraffe (Giraffa camelopardalis) und Weißwedelhirsch (Odocoileus virginianus).